# Malinstindur
Malinstindur är ett berg i Färöarna (Kungariket Danmark).   Det ligger i sýslan Vága sýsla, i den centrala delen av landet, 20 km väster om huvudstaden Tórshavn. Toppen på Malinstindur är 683 meter över havet, Malinstindur ligger på ön Vágar.
Terrängen runt Malinstindur är kuperad. Havet är nära Malinstindur åt sydost.  Närmaste större samhälle är Hoyvík, 18,7 km öster om Malinstindur. 